# Équipe de Suisse de football en 1925
Cet article présente les résultats de l'équipe de Suisse de football lors de l'année 1925. En juin, elle rencontre pour la première fois de son histoire l'Espagne.

## Bilan
|           | Nombre de matchs | Victoires | Défaites | Matchs nuls | Buts marqués | Buts encaissés |
| Domicile  | 5                | 2         | 2        | 1           | 6            | 8              |
| Extérieur | 2                | 0         | 2        | 0           | 0            | 7              |
| Neutre    | 0                | 0         | 0        | 0           | 0            | 0              |
| Total     | 7                | 2         | 4        | 1           | 6            | 15             |

## Matchs et résultats
| Match amical                             | Autriche                   | 2 - 0   | Suisse | Hohe-Warte, Vienne                                |                                                   |
| 22 mars 1925 · Historique des rencontres | Gschweidl 4e · Horvath 41e | (2 - 0) |        | Spectateurs : 50 000 Arbitrage : Mihály Iváncsics | Spectateurs : 50 000 Arbitrage : Mihály Iváncsics |
| 22 mars 1925 · Historique des rencontres | Rapport                    |         |        | Spectateurs : 50 000 Arbitrage : Mihály Iváncsics | Spectateurs : 50 000 Arbitrage : Mihály Iváncsics |

| Match amical                             | Hongrie                                    | 5 - 0   | Suisse | Hungária körúti, Budapest                     |                                               |
| 25 mars 1925 · Historique des rencontres | Takács 14e · Molnár 43e 79e · Jeny 84e 87e | (2 - 0) |        | Spectateurs : 40 000 Arbitrage : Josip Fabris | Spectateurs : 40 000 Arbitrage : Josip Fabris |
| 25 mars 1925 · Historique des rencontres | Rapport                                    |         |        | Spectateurs : 40 000 Arbitrage : Josip Fabris | Spectateurs : 40 000 Arbitrage : Josip Fabris |

| Match amical                              | Suisse                                             | 4 - 1   | Pays-Bas     | Förrlibuck, Zurich                              |                                                 |
| 19 avril 1925 · Historique des rencontres | Sturzenegger 15e · Hürzeler 28e 67e · Abegglen 52e | (2 - 1) | 2e Buitenweg | Spectateurs : 20 000 Arbitrage : Marcel Slawick | Spectateurs : 20 000 Arbitrage : Marcel Slawick |
| 19 avril 1925 · Historique des rencontres | Rapport                                            |         |              | Spectateurs : 20 000 Arbitrage : Marcel Slawick | Spectateurs : 20 000 Arbitrage : Marcel Slawick |

| Match amical                            | Suisse  | 0 - 0 | Belgique | La Pontaise, Lausanne                               |                                                     |
| 24 mai 1925 · Historique des rencontres |         |       |          | Spectateurs : 16 000 Arbitrage : Heinrich Retschury | Spectateurs : 16 000 Arbitrage : Heinrich Retschury |
| 24 mai 1925 · Historique des rencontres | Rapport |       |          | Spectateurs : 16 000 Arbitrage : Heinrich Retschury | Spectateurs : 16 000 Arbitrage : Heinrich Retschury |

| Match amical                              | Suisse  | 0 - 3   | Espagne               | Neufeld, Berne                               |                                              |
| 1er juin 1925 · Historique des rencontres |         | (0 - 0) | 55e 70e 75e Errazquin | Spectateurs : 20 000 Arbitrage : John Fowler | Spectateurs : 20 000 Arbitrage : John Fowler |
| 1er juin 1925 · Historique des rencontres | Rapport |         |                       | Spectateurs : 20 000 Arbitrage : John Fowler | Spectateurs : 20 000 Arbitrage : John Fowler |

| Match amical                                | Suisse  | 0 - 4   | Allemagne                          | Rankhof, Bâle                                |                                              |
| 25 octobre 1925 · Historique des rencontres |         | (0 - 2) | 7e 42e 52e Harder · 74e Hochgesang | Spectateurs : 18 000 Arbitrage : Eugen Braun | Spectateurs : 18 000 Arbitrage : Eugen Braun |
| 25 octobre 1925 · Historique des rencontres | Rapport |         |                                    | Spectateurs : 18 000 Arbitrage : Eugen Braun | Spectateurs : 18 000 Arbitrage : Eugen Braun |

| Match amical                                | Suisse                      | 2 - 0   | Autriche | Wankdorf, Berne                                   |                                                   |
| 8 novembre 1925 · Historique des rencontres | Abegglen 60e · Passello 69e | (0 - 0) |          | Spectateurs : 12 000 Arbitrage : Mihály Iváncsics | Spectateurs : 12 000 Arbitrage : Mihály Iváncsics |
| 8 novembre 1925 · Historique des rencontres | Rapport                     |         |          | Spectateurs : 12 000 Arbitrage : Mihály Iváncsics | Spectateurs : 12 000 Arbitrage : Mihály Iváncsics |